# 曾一經
曾一經（？—？），字正夫，廣東惠州府博羅縣人，民籍，明朝政治人物。

## 生平
嘉靖二十五年（1546年）丙午科廣東鄉試第三十名舉人。嘉靖三十二年（1553年）中式癸丑科會試第二百十四名，二甲第六十一名進士。授湖廣郴州知州，三十五年調任太仓州知州。升福建按察司佥事，四十二年（1563年）四月因兴化府并寿宁等县失事，被夺俸半年。
墓在乌泥塘，大学士王锡爵志其墓。

## 家族
曾祖曾祺；祖父曾應璋，壽官；父曾宏，母張氏；繼母凃氏。重庆下。